# 兵庫県道200号垂水停車場線
兵庫県道200号垂水停車場線（ひょうごけんどう200ごう たるみていしゃじょうせん）は、兵庫県神戸市垂水区を通る一般県道である。

## 概要
JR西日本山陽本線 垂水駅から国道2号に至る。なお、起点側はJRが管理する小さなロータリーに接続している。

### 路線データ
- 起点：神戸市垂水区宮本町（JR西日本山陽本線 垂水駅前）
- 終点：神戸市垂水区宮本町（垂水駅前交差点、国道2号交点）
- 総延長：20 m程度

## 地理

### 通過する自治体
- 神戸市（垂水区）

### 交差する道路
| 交差する道路                         | 交差する場所 | 交差する場所          |
| ------------------------------------ | ------------ | --------------------- |
| 国道2号 国道28号 重複 国道250号 重複 | 宮本町       | 垂水駅前交差点 / 終点 |

### 沿線
- JR西日本山陽本線 垂水駅
- 山陽電気鉄道本線 山陽垂水駅
- 「ポルトバザール」（マリンピア神戸）